# Melvin Palin
Melvin Palin (Quimper, 1996) è un giocatore di football americano francese che gioca come wide receiver nei Ravensburg Razorbacks.
Gioca inizialmente per i Kelted Quimper, passando poi per 2 diverse squadre universitarie canadesi. Tornato in Europa firma con i Düsseldorf Panther, da lì si trasferisce ai Barcelona Dragons e in seguito ai Ravensburg Razorbacks.